# Дарс
Дарс (нем. Darß) — центральная часть полуострова Фишланд-Дарс-Цингст, который находится на южном побережье Балтийского моря в земле Мекленбург-Передняя Померания (Германия). Относится к району Северная Передняя Померания. С запада омывается водами Мекленбургской бухты.
Название Дарс происходит из древнеславянского слова dračĭ, что означает шип. Некоторые авторы считают, на полуострове находилась Юмна-Винета «йомсвикингов». В раннем средневековье Дарс был настоящим островом, который славяне называли Сванте Вустров. В XIV веке морские рукава, отделявшие Дарс от полуострова Фишланд, были засыпаны и Дарс стал частью полуострова.
Большая часть полуострова покрыта лесом. На северной части полуострова, которая называется Дарсер-Орт (нем. Darßer Ort) находится маяк.
Туризм играет основную роль в экономике региона.
Крупнейший город на полуострове — Преров.

## Галерея

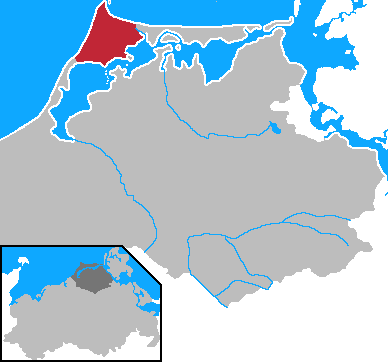
Положение полуострова в земле Мекленбург-Передняя Померания
Изменение мыса Дарсер-Орт с 1835 по 2007 годы
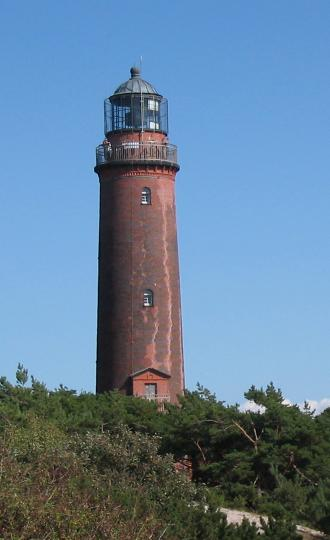
Маяк Дарсер-Орт